# 費爾森 (伊利諾伊州)
費爾森（英語：Filson）是位於美國伊利諾伊州道格拉斯縣的一個非建制地區。該地的面積和人口皆未知。

## 地理
費爾森的座標為39°41′22″N 88°13′55″W / 39.68944°N 88.23194°W，而該地的平均海拔高度為197米（即646英尺）。